# Niketas Choniates

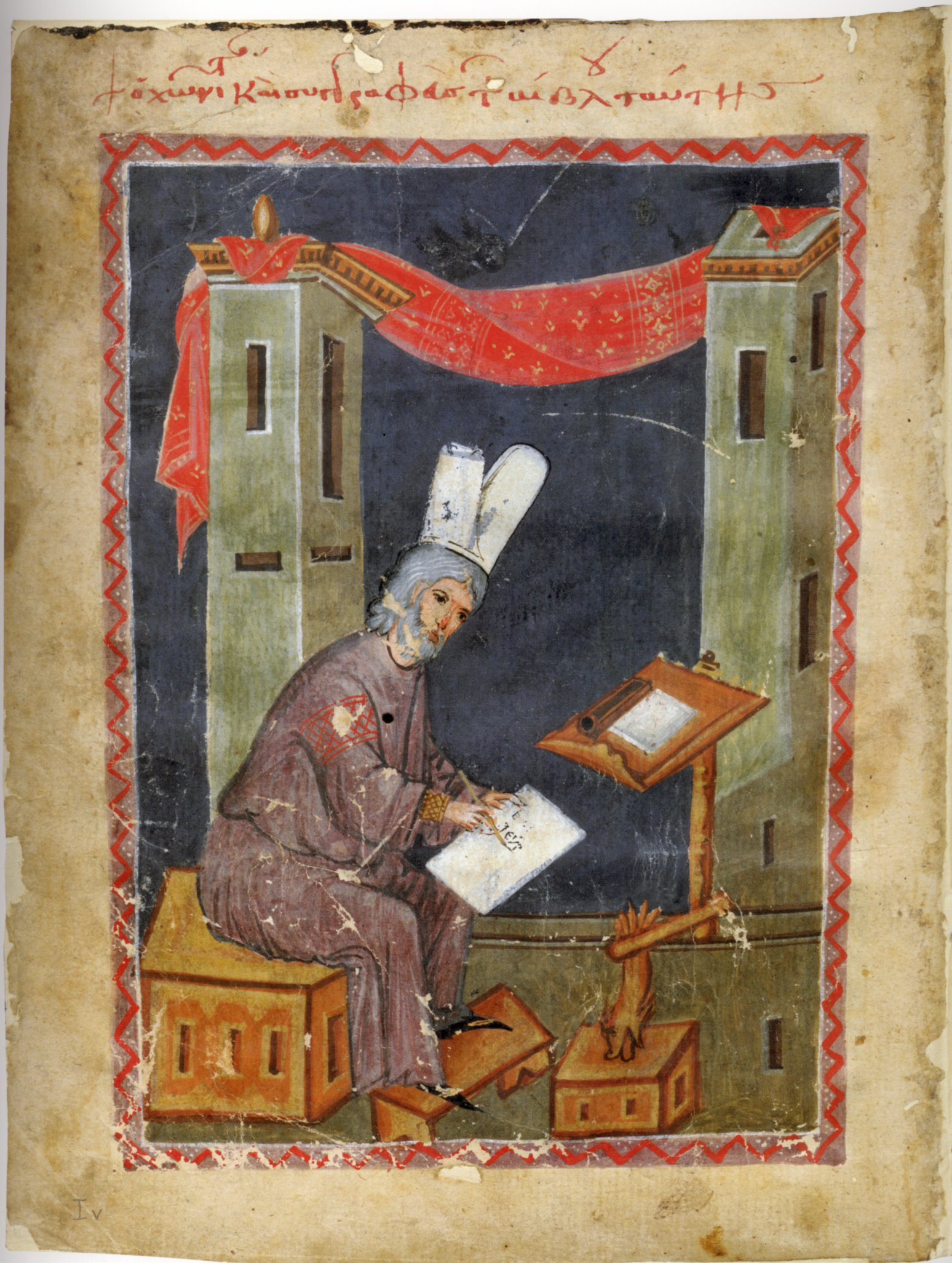
Choniates på en miniatyrmålning från ett 1300-talsmanuskript

Niketas Choniates (Νικήτας Χωνιάτης), född 1155–1157 i Chonai, Frygien, död 1217, var en grekisk historiker. Han är upphovsman till Chronikè diégesis som räknas som ett av de främsta historieverken från Bysantinska riket.

## Liv och gärning
Niketas Choniates arbetade som ämbetsman i Konstantinopel fram till 1204, då staden ockuperades av frankerna i samband med fjärde korståget. Choniates levde därefter i Nicea.
Han är känd för historieverket Chronikè diégesis, som avhandlar perioden 1118-1206, från Alexios I:s död till de första åren av ockupationen. Verket är fullt av retoriska grepp och anspelningar på antikens litteratur och mytologi, samt hänvisningar till Bibeln och kristen litteratur. Perspektivet är överlag fritt från ställningstaganden, även i skildringen av ockupanterna. Verket avviker därmed från den svartvita historieskrivning som dittills varit rådande i Bysans. Det avviker också från tidigare krönikor genom att författaren inte identifierar sig med det vanliga folket, utan istället skildrar det negativt. Verket räknas som ett av de främsta medeltida historieverken och har givit Choniates ställning som en av de mest framstående bysantinska historieskildrarna, vid sidan av Michael Psellos den yngre och Anna Komnena.
Choniates är även upphovsman till skriften De signis ("om statyerna"). Skriften, som är i genren ekfras, beskriver de statyer i Konstantinopel som förstördes när staden plundrades 1204. Många av statyerna härstammande från antiken och Choniates tar tydlig ställning emot frankernas framfart.
En utgåva av Chronikè diégesis tryckt år 1557 anger felaktigt Choniates' efternamn som Akominatos, något som därefter fick viss fortsatt spridning.